# Királykolobusz
A királykolobusz (Colobus polykomos) a cerkóffélék családjába tartozó, Nyugat-Afrikában honos majomfaj.

## Megjelenése

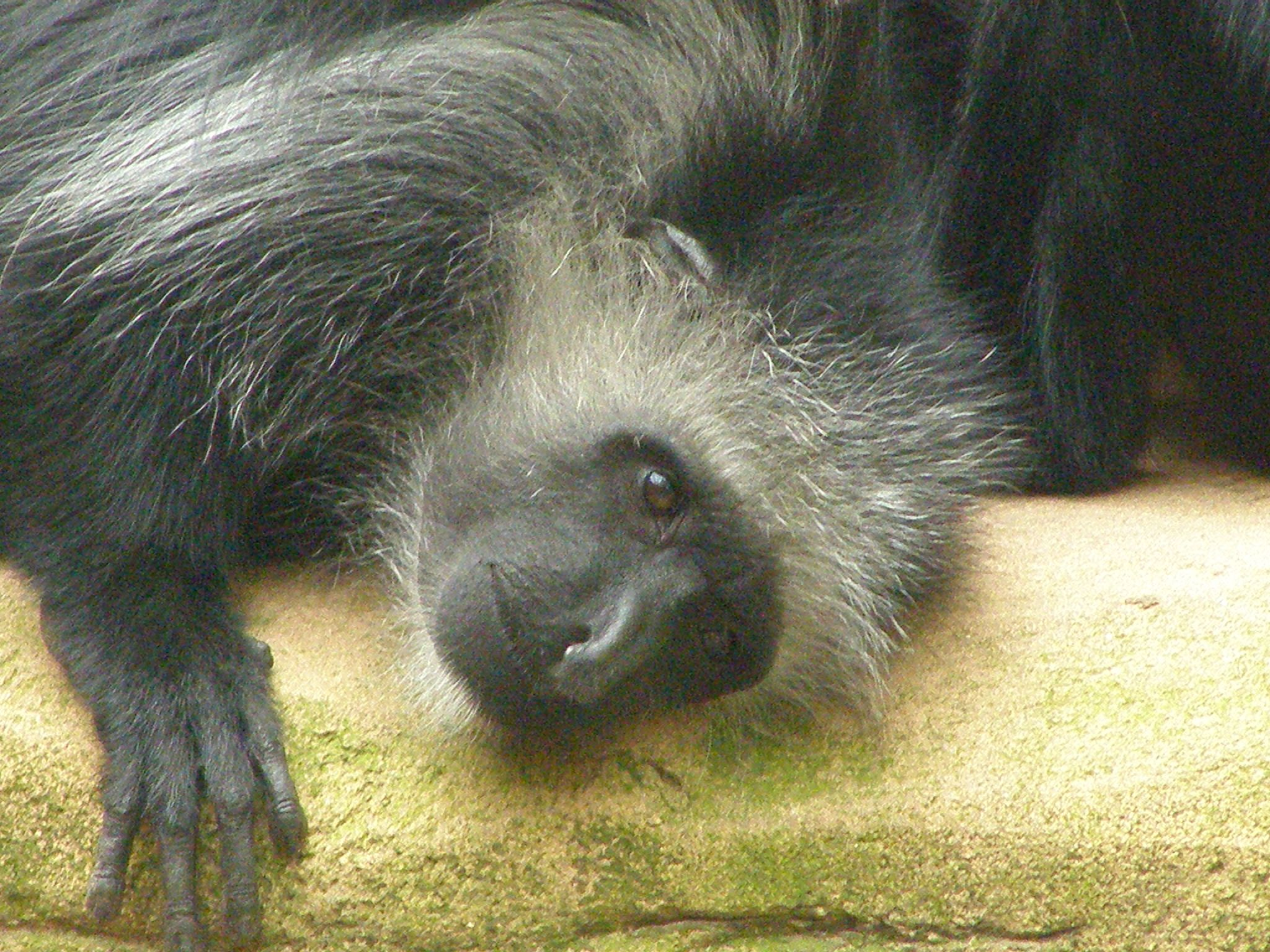

A királykolobusz közepes méretű majom, testhossza 45–72 cm között változik, amihez még hozzájárul 52–100 cm-es farka. A hímek átlagsúlya 9,9 kg, a nőstényeké 8,3 kg. Testét fekete bunda fedi, de az arca körül és vállain hosszú, fehér szőr nő. Farka teljesen fehér és a végén nincs bojt. Testalkata karcsú, végtagjai és ujjai megnyúltak, farka hosszú, ülepén jól kifejezett, szarus megvastagodás látható. A többi kolobuszhoz hasonlóan gyomra több rekeszből áll, de pofazacskói nincsenek. Hüvelykujja erősen megrövidült.
Lehetséges, hogy a Sassandra folyótól keletre él egy alfaja, a C. polykomos dollmani; ami azonban valószínűleg a Geoffroy-kolobusszal képzett hibridje.

## Elterjedése
Nyugat-afrikai faj; viszonylag kis elterjedési területén Szenegál, Bissau-Guinea, Guinea, Sierra Leone, Libéria és Elefántcsontpart osztozik.
Erdőben él. Ezek a nyugat-afrikai erdők évente két esős és két száraz (egy rövid és egy hosszabb) évszakon esnek át. A fák többsége a hüvelyesek rendjébe tartozik. Az utóbbi időkben az erdők a fakitermelés és a mezőgazdaság térhódítás amiatt visszaszorulóban vannak. 

## Életmódja

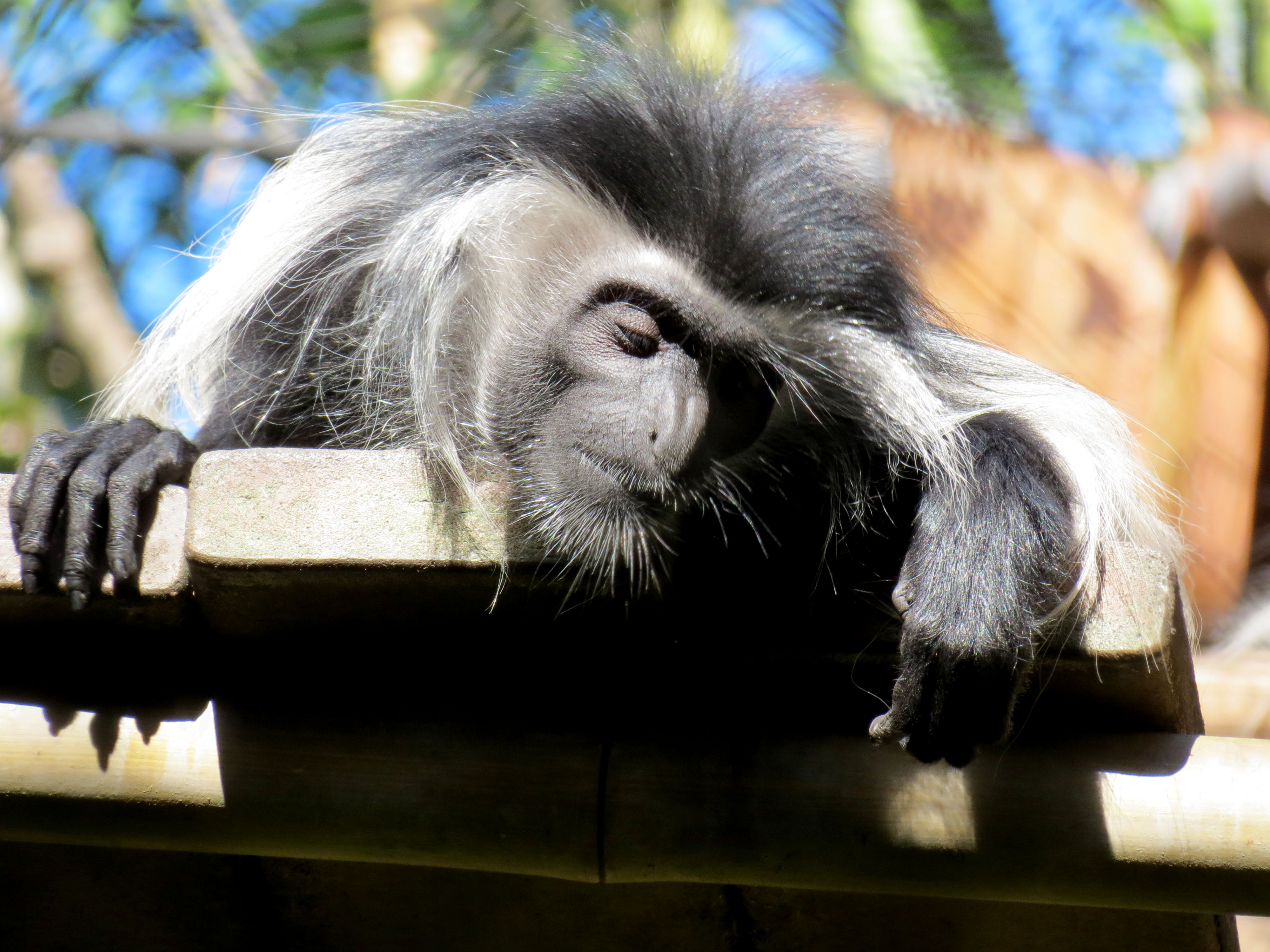

A királykolobuszok kis csoportokban élnek, amely 1-3 felnőtt hímből, 3-4 nőstényből és a kölykökből áll. A nőstények egymáshoz közel tartózkodnak, gyakran kurkásszák egymást. A hímek csak ritkán kerülnek egymás közelségébe és egyértelmű rangsort tartanak fenn. A csoportok ritkán találkoznak, ilyenkor a hímek agresszívan viselkednek és kiáltásokkal igyekeznek elűzni a másikat. Ezt a hangjelzést ragadozó feltűnésekor is hallatják.
Territóriumok átlagosan 22 hektárt tesz ki, de a szomszédos csapatok területe jelentős mértékben átfedhet.
Növényevő. Elsősorban a fák lombkoronájában keres élelmet, de gyakran megfigyelték a talajon is. Naponta kb. 500 métert tesznek meg élelem után kutatva. Főleg levelekkel, de az évszaktól függően gyümölcsökkel, virágokkal is táplálkozik. Gyümölcsevő viselkedésével segít terjeszteni a növények magvait.
Leopárdok, óriáskígyók, ragadozó madarak vadásznak rá. 

### Szaporodása
A csoporton belül promiszkuitásban élnek, több hím több nősténnyel, esetleg egy hím több nősténnyel párosodik. Nincs kizárólagos párzási időszaka, de többnyire olyan az időzítése, hogy az utódok a gyümölcsben gazdag, december-május közötti száraz évszakban szülessenek.
A nőstények 175-185 napig vemhesek és két vemhesség között 20-24 hónap telik el átlagosan. Egyszerre egy, 0,7 kg-os utódot hoznak a világra, amelyet döntően az anyja nevel fel. Az újszülött kismajom még nem tud járni és az anyjába kapaszkodik. Az anyjuk kilenc hónapos korukban választja el őket. A hímek két, a nőstények  ötéves  korukban lesznek ivarérettek. Fogságban 23-34 évig élnek, de a szaporítási kísérletek többnyire kudarcot vallottak. 

## Környezetvédelmi helyzete
A királykolobusz a Természetvédelmi Világszövetség Vörös listáján sebezhető státusszal szerepel, mert az utóbbi 30 évben több mint 30%-kal csökkent az állománya. A fajt elsősorban élőhelyének visszaszorulása és a vadászat fenyegeti. Szerepel a washingtoni egyezmény II. mellékletében, vagyis kereskedelme korlátozott.   